# گرتسیل
گرتسیل (به آلمانی: Greetsiel) یک منطقهٔ مسکونی در آلمان است که در Krummhörn واقع شده‌است. گرتسیل  ۱٬۵۳۴ نفر جمعیت دارد.